# Verdragen van Évian
De Verdragen van Évian beëindigden de Algerijnse Oorlog met een staakt-het-vuren. Deze verdragen werden in de Franse plaats Évian-les-Bains getekend op 18 maart 1962 door drie partijen: Frankrijk, de Voorlopige overheid van de Algerijnse Republiek en de regering-in-ballingschap van het Front de libération nationale (FLN), een organisatie die had gestreefd naar Algerijnse onafhankelijkheid van Frankrijk. De verdragen gaven vorm aan de idee van samenwerking tussen de twee landen.

## Inhoud
De verdragen bestonden uit 93 pagina's met gedetailleerde overeenkomsten en regelingen. Dit kwam uiteindelijk neer op het staakt-het-vuren, de vrijlating van gevangenen, de erkenning van de Algerijnse soevereiniteit en het recht op zelfbeschikking van Algerije.
De Franse president Charles de Gaulle streefde ernaar de Franse belangen in het gebied te behouden, in het bijzonder de industriële en economische controle over de oliebronnen van de Sahara. Ook werden de rechten van de Franse kolonisten (de pieds-noirs) en de lokale Sefardisch-Joodse bevolking gegarandeerd. De Franse kolonisten en de Joden kregen de keuze tussen het Franse of Algerijnse burgerschap.

## Stemming
In een referendum dat werd gehouden op 8 april 1962 werden de verdragen door een overgrote meerderheid goedgekeurd. De uiteindelijke resultaten waren dat 17.866.423 Fransen hadden gestemd voor Algerijnse onafhankelijkheid en 1.809.074 tegen. De Gaulle riep de Algerijnse onafhankelijkheid uit op 3 juli.